# Demografia dell'Unione Sovietica
Stando ai dati degli ultimi censimenti interni, la maggioranza assoluta della popolazione dell'Unione Sovietica era atea, etnicamente russa e viveva nelle Repubbliche sovietiche dell'Europa orientale e in quella Socialista Federativa Russa, la quale, da sola, comprendeva due terzi del territorio della nazione.
Gli slavi orientali erano circa il 70% della popolazione mentre il peso dei turchi era approssimativamente il 12% e tutti gli altri popoli sommati insieme contavano meno del 10% del totale. A fianco di una maggioranza del 57% di persone ufficialmente atee esistevano significative minoranze di credenti ortodossi (20% circa) e musulmani (15% circa).
La maggioranza della popolazione parlava il russo e usava l'alfabeto cirillico.

## Popolazione
| Gennaio 1897 (Russia): | 125.640.000 |
| 1911 (Russia):         | 167.003.000 |
| Gennaio 1920:          | 137.727.000 |
| Gennaio 1926:          | 148.656.000 |
| Gennaio 1937:          | 162.500.000 |
| Gennaio 1939:          | 168.524.000 |
| Giugno 1941:           | 196.716.000 |
| Gennaio 1946:          | 170.548.000 |
| Gennaio 1951:          | 182.321.000 |
| Gennaio 1959:          | 209.035.000 |
| Gennaio 1970:          | 241.720.000 |
| 1985:                  | 272.000.000 |
| Luglio 1991:           | 293.047.571 |

Con la prima guerra mondiale l'URSS perse territori abitati da circa 30 milioni di persone (Polonia 18 mil; Finlandia 3 mil; Romania 3 mil; Paesi baltici 5 mil; città di Kars (che fu annessa alla Turchia) 400.000).

Dopo la seconda guerra mondiale la popolazione sovietica includeva 20.270.000 abitanti di territori annessi dall'URSS nel periodo 1939-1945, al netto della popolazione trasferita (Polonia 10 mil; Paesi baltici 5.6 mil; Romania 3.8 mil; Cecoslovacchia 700.000 e Tuva 100.000.).
Le perdite umane della seconda guerra mondiale furono 26.6 milioni, compreso un incremento del tasso di mortalità infantile che causò 1,3 milioni di decessi in più; questo totale delle vittime della guerra include anche le perdite nei territori annessi dall'URSS tra il 1939 e il 1945.
Tasso di crescita demografica
0.7% (1991)
Tasso di natalità
17 nati/1.000 abitanti (1991)
Tasso di mortalità
10 morti/1.000 abitanti (1991)
Tasso netto di migrazione
0 migranti/1.000 abitanti (1991)
Tasso di mortalità infantile
23 morti/1.000 nati vivi (1991)
Speranza di vita alla nascita
65 anni per i maschi, 74 anni per le femmine (1991)
Tasso di fecondità totale
2.4 nati/donna (1991)

### Gruppi etnici
L'Unione Sovietica fu uno dei Paesi etnicamente più diversificati del mondo, con più di 100 differenti nazionalità che vivevano all'interno dei suoi confini. I gruppi etnici maggiori sono: slavi (76%), caucasici (15%), mongoloidi (6%), afro-russi (2%) e nordici e uralici (1%)

#### Composizione etnica
| Repubblica       | Popolazione della Repubblica 1979 | 1989        | % pop. urbana 1979 | Titolari di nazionalità (1989) | Russi (1989) |
| ---------------- | --------------------------------- | ----------- | ------------------ | ------------------------------ | ------------ |
| Unione Sovietica | 262.436.000                       | 286.717.000 | 67                 | -                              | 51,4         |
| RSFS Russa       | 137.551.000                       | 147.386.000 | 74                 | 81,3                           | 81,3         |
| RSS Ucraina      | 49.755.000                        | 51.704.000  | 68                 | 72,7                           | 22,1         |
| RSS Bielorussa   | 9.560.000                         | 10.200.000  | 67                 | 77,9                           | 13,2         |
| RSS Moldava      | 3.947.000                         | 4.341.000   | 47                 | 64,5                           | 13,0         |
| RSS Azera        | 6.028.000                         | 7.029.000   | 54                 | 82,7                           | 5,6          |
| RSS Georgiana    | 5.015.000                         | 5.449.000   | 57                 | 70,1                           | 6,3          |
| RSS Armena       | 3.031.000                         | 3.283.000   | 68                 | 93,3                           | 1,6          |
| RSS Uzbeka       | 15.391.000                        | 19.906.000  | 42                 | 71,4                           | 8,3          |
| RSS Kazaka       | 14.685.000                        | 16.538.000  | 57                 | 39,7                           | 37,8         |
| RSS Tagika       | 3.801.000                         | 5.112.000   | 33                 | 62,3                           | 7,6          |
| RSS Kirghiza     | 3.529.000                         | 4.291.000   | 38                 | 52,4                           | 21,5         |
| RSS Turkmena     | 2.759.000                         | 3.534.000   | 45                 | 72,0                           | 9,5          |
| RSS Lituana      | 3.398.000                         | 3.690.000   | 68                 | 79,6                           | 9,4          |
| RSS Lettone      | 2.521.000                         | 2.681.000   | 72                 | 52,0                           | 34,0         |
| RSS Estone       | 1.466.000                         | 1.573.000   | 72                 | 61,5                           | 30,3         |

### Religione
Ortodossi russi 20%; musulmani 15%; altri cristiani (protestanti, ortodossi georgiani, ortodossi armeni e cattolici) 7%; ebrei meno dell'1%; atei 57%.

### Lingua
Russo (lingua ufficiale); a questo si affiancavano più di 200 lingue e dialetti (dei quali almeno 18 parlati da più di un milione di persone). Il 75% apparteneva al gruppo slavo, 8% erano del ceppo iranico, il 12% di ceppo altaico e il 2% di ceppo caucasico

### Alfabetizzazione
Nel 1989 il 98% della popolazione (maschi 99%, femmine 97%) di 15 anni o più era in grado di leggere e scrivere.

## Forze lavoro
Le forze lavoro comprendevano 152.300.000 persone (militari esclusi); l'occupazione era per l'80% nell'industria e in altri settori extra-agricoli e per il rimanente 20% in agricoltura.
Verso la fine dell'era sovietica si verificò una carenza di manodopera specializzata (1989).
Per quanto il tasso di crescita della popolazione sia diminuito con il tempo, questo rimase positivo per tutta la storia dell'Unione Sovietica e in tutte le repubbliche che la componevano, e la popolazione crebbe di più di 2 milioni di persone all'anno eccetto che nei periodi di guerra, collettivizzazione o carestia (vedi le voci sulle carestie in Russia e URSS, compreso l'Holodomor in Ucraina).